# Michel Désirat
Michel Désirat, né à Nancy le 6 décembre 1941 et mort à Paris 15e le 1er juillet 2001, est un sinologue français, maître de conférences à l'Institut national des langues et civilisations orientales.

## Biographie
Michel Désirat a obtenu un diplôme de linguistique chinoise à Pékin en 1965, puis un doctorat de 3e cycle à Paris VII en 1976 intitulé Phonologie du dialecte de Putian.
Il était l'auteur principal (coordinateur) des cours de chinois par correspondance proposés par l'INALCO en collaboration avec le CNED dans les années 1970 et des méthodes d'apprentissage en autodidacte indiquées ci-dessous.